# Magnus Futsal (Brasil)
Magnus Futsal, anteriormente conocido como Sorocaba Futsal y Futsal Brasil Kirin, es un club brasileño de fútbol sala de Sorocaba, Estado de São Paulo. Fundada en enero de 2014, ha ganado dos Liga Nacional de Futsal y dos Copa Libertadores de Futsal.

## Historia
Sorocaba Futsal se fundó en enero de 2014 como Futsal Brasil Kirin después de su primer patrocinador Brasil Kirin. En su primera temporada Sorocaba ganó la Liga Nacional de Futsal y la Liga Paulista de Futsal.
En 2016, Sorocaba cambió a un nuevo patrocinador y adoptó el nombre de Magnus Futsal en su honor.

## Palmarés

### Competiciones nacionales
- Liga Nacional de Futsal (2): 2014, 2020
- Taça Brasil de Futsal (1): 2021
- Copa de Brasil de Futsal (1): 2023
- Supercopa de Brasil de Futsal (3): 2018, 2021, 2024

### Competiciones estatales
- Liga Paulista de Futsal (2): 2014, 2017
- Campeonato Paulista de Futsal (3): 2020, 2021, 2022

### Competencias internacionales
- Copa Intercontinental de Fútbol Sala (3): 2016, 2018, 2019
- Copa Libertadores de Futsal : 2015, 2024

## Plantilla actual
| Posición  | Nombre             | Nacionalidad       |
| --------- | ------------------ | ------------------ |
| Portero   | Françoar Rodrigues | Bandera de Brasil  |
| Portero   | Kelvin Oliveira    | Bandera de Brasil  |
| Defensa   | Lucas Gomes        | Bandera de Brasil  |
| Defensa   | Gabriel Ferro      | Bandera de Brasil  |
| Defensa   | Rodrigo Araújo     | Bandera de Brasil  |
| Extremo   | Ricardinho         | Bandera de Brasil  |
| Extremo   | Leandro Lino       | Bandera de Brasil  |
| Extremo   | Dieguinho          | Bandera de Brasil  |
| Extremo   | Gabriel Pereira    | Bandera de Brasil  |
| Extremo   | Ernesto Gris       | Bandera de Brasil  |
| Extremo   | João Pinda         | Bandera de Brasil  |
| Extremo   | Pepita             | Bandera de Brasil  |
| Delantero | Charuto            | Bandera de Brasil  |
| Delantero | Genaro Soares      | Bandera de Brasil  |
| Delantero | Bruninho           | Bandera de Brasil  |
| Delantero | Elisandro Gomes    | Bandera de Georgia |